# Arctocorisa
Arctocorisa is een geslacht van wantsen uit de familie duikerwantsen (Corixidae). Het geslacht werd voor het eerst wetenschappelijk beschreven door Wallengren in 1894.

## Soorten
Het genus bevat de volgende soorten:

- Arctocorisa carinata (Sahlberg, 1819)
- Arctocorisa chanceae Hungerford, 1926
- Arctocorisa chinana Hutchinson, 1928
- Arctocorisa convexa Fieber, 1851
- Arctocorisa germari (Fieber, 1848)
- Arctocorisa kurilensis Jansson, 1979
- Arctocorisa lawsoni Hungerford, 1948
- Arctocorisa planifrons Kirby, 1837
- Arctocorisa subtilis (Uhler, 1876)
- Arctocorisa sutilis Uhler, 1876